# Borussia Verein für Leibesübungen 1900 Mönchengladbach
Il Borussia Verein für Leibesübungen 1900 Mönchengladbach e.V., noto internazionalmente come Borussia Mönchengladbach (IPA: [boˈʁʊsi̯a mœnçn̩ˈɡlatbax], ), abbreviato in Borussia M'Gladbach o Gladbach, e talvolta, per ragioni di grafica televisiva, anche in Borussia MGB, è una società polisportiva tedesca di Mönchengladbach nota al grande pubblico internazionale per la sua sezione calcistica, tra le più blasonate di tutta la Germania; milita in Bundesliga dal 2008. È, infatti, l'unica squadra tedesca assieme al Borussia Dortmund che può esporre sulla propria tenuta ufficiale due stelle (conferite dalla DFB alla vittoria della quinta Bundesliga), in questo seconda solo al Bayern Monaco, che ne vanta cinque.
Fondata nel 1900, giocò a lungo nei campionati minori e ottenne il suo primo successo nel 1960 conquistando la Coppa di Germania. Conobbe il suo massimo splendore negli anni settanta, quando insieme al Bayern dominò la scena nazionale ed europea, vincendo cinque campionati tedeschi, una Coppa di Germania e due Coppe UEFA, oltre a raggiungere una finale di Coppa dei Campioni ed altre due di Coppa UEFA. Artefici di questi successi furono l'allenatore Hennes Weisweiler e la sua squadra formata da giovani fuoriclasse, per questo motivo chiamata Fohlen-Elf ("L’undici dei Puledri"), in grado di esprimere un nuovo calcio altamente spettacolare e spiccatamente offensivo.
Dopo questo periodo d'oro iniziò un lento declino. Il Borussia continuò a stazionare nelle posizioni di vertice in campionato e a ben figurare nelle coppe europee, ma dovette attendere il 1995 per un nuovo successo, la vittoria della terza Coppa di Germania. Questo fu l'unico acuto in anni difficili, in cui una profonda crisi societaria portò la squadra ad occupare stabilmente le zone basse della classifica e a retrocedere per due volte in Zweite Bundesliga, al termine delle stagioni 1998-99 e 2006-07.
La sezione calcistica dell'associazione sportiva non è gestita direttamente dalla dirigenza di quest'ultima, ma il suo controllo è affidato ad una società di capitali, il Borussia VfL 1900 Mönchengladbach GmbH. Oltre a questa la società comprende settori dedicati alla pallamano e al tennistavolo.
Il Borussia Mönchengladbach ha anche una squadra femminile, che ha giocato in Frauen-Bundesliga nella stagione 2018-2019.

## Storia

### Gli albori (1900-1959)

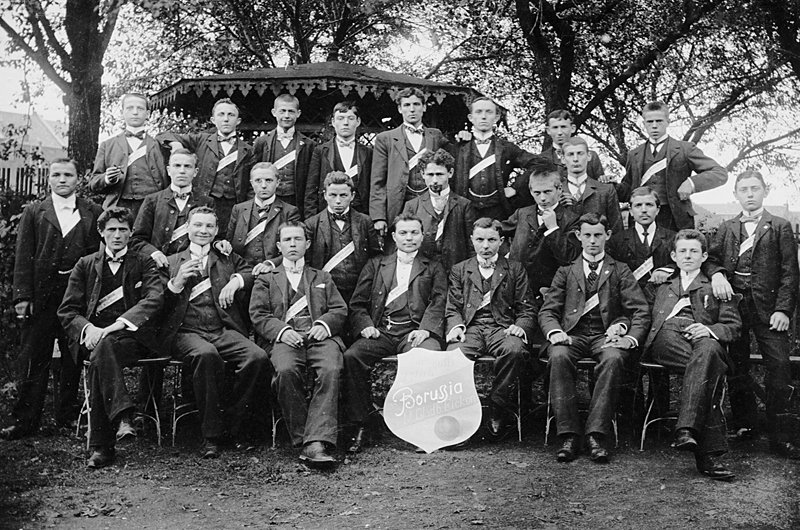
Il Borussia Mönchengladbach agli albori

Il Borussia Mönchengladbach nacque il 1º agosto 1900 con il nome di Fußballklub Borussia 1900 M.-Gladbach.
Nel 1914 la società acquistò il centro sportivo dä Kull, inaugurato nel 1919 con il nome di Westdeutsches Stadion. Nel 1920, dopo una lunga trafila nelle serie minori, si laureò campione della Verbandsliga della Germania Occidentale con il nome di VfTuR 1889 Mönchengladbach, dovuto ad una precedente fusione con la Turnverein Germania 1889.
Nel 1921 la Turnverein Germania 1889 si scisse nuovamente e il club fu ribattezzato Borussia VfL 1900 e.V. Mönchengladbach, che sarebbe rimasto il nome definitivo della società.
Nel 1936, nonostante la permanenza nelle serie regionali, arrivò a sorpresa la convocazione in Nazionale per il giovane difensore Heinz Ditgens, che giocò entrambe le partite che la Germania disputò alle Olimpiadi di Berlino, diventando così il primo giocatore del Borussia ad aver indossato la maglia della Nazionale maggiore.
Dopo la fine della seconda guerra mondiale i campionati subirono una nuova riorganizzazione e la squadra dovette ripartire da una serie minore. In pochi anni il club inanellò una serie di promozioni consecutive che culminò nel 1950 con il passaggio dalla Zweite Liga Ovest all'Oberliga Ovest, la massima divisione nazionale.
Negli anni cinquanta il Borussia occupò stabilmente le zone medio-basse della classifica e retrocesse due volte: nel 1951 e nel 1957, anche se in entrambe le occasioni la permanenza in Zweite Liga durò solo una stagione.

### I primi successi (1960-1969)
Nel 1960 il club si aggiudicò il primo trofeo nazionale della sua storia. Il Borussia conquistò la Coppa della Germania Occidentale, e ottenne così il diritto ad accedere alle semifinali della Coppa di Germania, dove sconfisse l'Amburgo. Nella finale del torneo superò il favorito Karlsruhe per 3-2, grazie ad una magistrale prestazione del capitano Albert Brülls, che prima fornì gli assist per le reti di Mühlhausen e Kohn e poi realizzò il gol decisivo.
Nel 1963 nacque la Bundesliga, ma il Borussia non riuscì a qualificarsi per la serie maggiore e si vide costretto a ripartire dalla Regionalliga Ovest. La promozione arrivò solo nel 1965, con il primo posto nel girone e la vittoria dei successivi incontri di spareggio.
Il carismatico tecnico Hennes Weisweiler stava allestendo una squadra di giovani talenti come Günter Netzer, Jupp Heynckes e Berti Vogts che sarebbe stata protagonista in Europa per tutto il decennio successivo. La giovane età e il gioco offensivo, veloce e travolgente, avrebbero valso ai suoi giocatori l'appellativo di Fohlen (Puledri), che sarebbe restato per sempre affiancato al nome del Borussia.
Dopo sole due stagioni di ambientamento nella massima serie, la squadra si dimostrò in grado di competere con le grandi e si classificò al terzo posto sia nel campionato 1967-68 che nel 1968-69.

### Gli anni d'oro (1970-1979)
(Il Grande Calcio - Enciclopedia del Calcio Mondiale. Fabbri Editori, 1988)
La stagione 1969-70 fu quella della svolta. Grazie ad acquisti mirati e alla rigida dottrina di Weisweiler, basata su una profonda determinazione ed un gioco estremamente offensivo, il Borussia si laureò Campione di Germania e riuscì a ripetersi anche nel campionato successivo, diventando la prima squadra nella storia a vincere la Bundesliga per due anni consecutivi.

Berti Vogts, capitano e bandiera del Borussia negli anni settanta

Il cammino nelle coppe europee non fu altrettanto positivo. Nelle sue due prime apparizioni in Coppa dei Campioni, infatti, la squadra non riuscì a superare gli ottavi di finale. Nel 1971-72 l'eliminazione arrivò ad opera dell'Inter. Nella prima gara tra le due squadre, disputata al Bökelbergstadion il 20 ottobre 1971 e passata agli annali come la Partita della lattina, il Borussia travolse gli italiani per 7-1, ma, a causa di una lattina lanciata dagli spalti che colpì al capo Roberto Boninsegna, l'avvocato Peppino Prisco riuscì ad ottenere la ripetizione dell'incontro, nonostante all'epoca le regole UEFA non prevedessero il concetto di responsabilità oggettiva.

Nell'edizione 1972-73 della Coppa UEFA il Borussia raggiunse per la prima volta la finale di una competizione europea, ma venne sconfitto dal Liverpool di Kevin Keegan (0-3 e 2-0). Nella stessa stagione conquistò la Coppa di Germania grazie al 2-1 in finale nel derby contro il Colonia. Dopo le reti di Herbert Wimmer e Neumann l'incontro venne deciso ai tempi supplementari da un gol dell'idolo dei tifosi Günter Netzer, alla sua ultima partita con il Borussia.
Nel 1973-74 Jupp Heynckes divenne il primo giocatore del Borussia a conquistare il titolo di capocannoniere della Bundesliga. Il centravanti riuscì a ripetersi anche nel campionato successivo, in cui gli uomini di Weisweiler si laurearono per la terza volta campioni di Germania. Nella stessa stagione il Borussia poté celebrare anche la conquista del suo primo trofeo continentale, la Coppa UEFA 1974-75. In finale gli olandesi del Twente riuscirono a resistere sullo 0-0 nell'incontro di andata, ma nella gara di ritorno in Olanda il Borussia si impose per 5-1 grazie alla tripletta di Heynckes e alla doppietta di Allan Simonsen, rivelandosi così come una squadra "da trasferta", tant'è vero che nel primo turno di Coppa dei Campioni 1975/76, nel quale affrontò gli austriaci dello Svarowski Innsbruck, dopo aver pareggiato l'incontro di andata per 1-1, dilagò in terra austriaca con il risultato tennistico di 6-1, poi eliminò la Juventus (2-0 e 2-2) per poi arrendersi agli spagnoli del Real Madrid (2-2 in casa e 1-1 al Bernabeu).
Dopo aver compiuto l'ennesima impresa Weisweiler lasciò il club ed il suo posto venne preso da Udo Lattek, pluricampione col Bayern Monaco. Sotto la sua guida il Borussia cambiò completamente il suo stile di gioco, sostituendo mentalità offensiva e rapidi contropiedi con pragmatismo e disciplina tattica, e vinse il campionato sia nel 1975-76 che nel 1976-77.
Nella stagione 1976-77 il Borussia raggiunse la finale della Coppa dei Campioni, ma allo Stadio Olimpico di Roma subì ancora una volta un'amara sconfitta ad opera del Liverpool (1-3), al termine di una gara a tratti dominata.
Nel 1977 il Pallone d'oro venne vinto da Simonsen, il solo giocatore nella storia del club ad essere premiato col prestigioso riconoscimento assegnato da France Football.
Nel 1978-79 il Borussia si aggiudicò per la seconda volta la Coppa UEFA battendo in finale la Stella Rossa. Dopo l'1-1 ottenuto a Belgrado grazie ad un'autorete, i tedeschi vinsero per 1-0 la gara di ritorno, in virtù di un gol di Simonsen su rigore. Ciononostante l'esodo dei migliori giocatori iniziato negli anni precedenti pareva inarrestabile: in molti si resero conto che la vittoria dell'importante trofeo non era altro che l'ultimo acuto alla fine di un'era.

### Un decennio senza vittorie (1980-1989)
Come il suo predecessore, Udo Lattek lasciò il Borussia dopo aver vinto la Coppa UEFA e nel giro di pochi anni anche la maggior parte dei giocatori di talento abbandonò la squadra, che non fu più capace di ripetere le imprese del decennio precedente. I Puledri riuscirono a raggiungere la finale della Coppa UEFA anche nella stagione 1979-80, ma vennero sconfitti nel derby tedesco dall'Eintracht Francoforte a causa della regola dei gol segnati in trasferta (3-2 al Bökelbergstadion e 0-1 a Francoforte). Fu l'ultima finale di una competizione europea disputata dal Borussia. Anche in Bundesliga la squadra non riuscì più a competere per il titolo e per diversi anni l'unico obiettivo stagionale divenne la qualificazione alle coppe europee, scopo spesso fallito.
L'unica eccezione avvenne nel campionato 1983-1984, ma, pur concludendo il torneo in vetta appaiato ad Amburgo e Stoccarda, il Borussia fu terzo a causa della peggior differenza reti. Protagonista in negativo fu il giovane fuoriclasse Lothar Matthäus il quale, dopo aver annunciato il suo imminente trasferimento ai rivali del Bayern, disputò diversi incontri deludenti e commise errori decisivi che fecero perdere al Borussia punti preziosi. Il centrocampista, in precedenza idolo dei tifosi, divenne un giocatore detestato e regolarmente fischiato dai suoi stessi sostenitori. La stagione fu resa ancora più amara dalla sconfitta nella finale di Coppa di Germania ai tiri di rigore contro il Bayern Monaco. Ancora una volta fu un errore di Matthäus a sancire la sconfitta del Borussia e a posteriori molti insinuarono persino il sospetto che il giocatore avesse fallito di proposito il rigore per favorire i suoi futuri compagni.
Nelle stagioni successive il Borussia, pur restando lontano dal vertice, continuò a far divertire i tifosi grazie al gioco offensivo e ad alcune ampie vittorie e nel campionato 1986-87 l'attaccante Uwe Rahn si laureò capocannoniere della Bundesliga.

### Il declino, la Coppa di Germania e la retrocessione (1990-1999)
Gli anni novanta si rivelarono peggiori del decennio precedente. Sin dalla stagione 1989-1990, infatti, la squadra fu costretta a lottare per non retrocedere e durante la pausa invernale esonerò l'allenatore per la prima volta nella sua storia.
Nonostante i frequenti avvicendamenti in panchina, la squadra riuscì sempre a centrare la salvezza, anche se a volte solo all'ultima giornata. Nella stagione 1991-1992 raggiunse la finale della Coppa di Germania, ma venne sconfitta per 4-3 dopo i tiri di rigore dall'Hannover 96, formazione di Zweite Bundesliga.

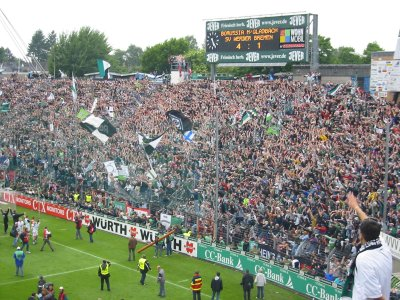
I tifosi del Borussia festeggiano la salvezza al termine della stagione 2002-2003

Il riscatto arrivò nella stagione 1994-1995 grazie anche al ritorno di Stefan Effenberg, talentuoso centrocampista che aveva esordito giovanissimo proprio nel Borussia alla fine degli anni ottanta. Il calcio offensivo predicato dal tecnico Bernd Krauss riportò la squadra nelle zone alte della classifica e le permise di festeggiare la vittoria di un trofeo dopo sedici anni. Ottenuta nuovamente la finale di Coppa di Germania, il Borussia sconfisse per 3-0 il Wolfsburg con le reti del bomber svedese Martin Dahlin, di Effenberg e del centravanti Heiko Herrlich, che coronò la stagione laureandosi capocannoniere della Bundesliga.
Come in passato, i giocatori migliori lasciarono il Borussia, che nel giro di pochi anni si ritrovò nuovamente a dover lottare per non retrocedere. La squadra riuscì affannosamente a centrare la salvezza fino alla stagione 1998-1999, in cui terminò ultima e dopo 34 anni di ininterrotta militanza in Bundesliga retrocesse per la prima volta in Zweite Liga.

### Ritorno in Bundesliga e nuovo stadio (2000-2010)
Dopo aver mancato la promozione al primo tentativo, il Borussia riuscì a tornare in Bundesliga al termine della stagione 2000-01, guidato dal carismatico allenatore Hans Meyer e dal suo spregiudicato modulo 4-3-3.
Presto la squadra dovette nuovamente confrontarsi con la lotta per non retrocedere, ma riuscì, negli anni seguenti, a centrare la salvezza, a volte con ampio anticipo. Frattanto la nuova dirigenza regalò alla squadra un nuovo impianto, che sostituì l'ormai obsoleto Bökelbergstadion. Nella stagione 2004-2005 il Borussia iniziò a disputare gli incontri casalinghi nell'innovativo e di gran lunga più capiente Stadion im Borussia-Park.
Nonostante l'acquisto di giocatori importanti come l'attaccante della nazionale Oliver Neuville, il Borussia non riuscì mai ad abbandonare le zone basse della classifica, anche a causa del fallimento di allenatori di grande fama come Dick Advocaat e Jupp Heynckes. Sotto la guida di quest'ultimo il club concluse la stagione 2006-2007 all'ultimo posto e retrocesse, per la seconda volta nella propria storia, in Zweite Bundesliga. La ripresa fu, tuttavia, immediata: dopo aver dominato il campionato successivo grazie al lavoro del nuovo tecnico Jos Luhukay e del team manager Christian Ziege, il Borussia ritornò prontamente nella massima divisione.
L'annata successiva al ritorno in massima serie iniziò, però, nel peggiore dei modi e una lunga serie di risultati negativi spinsero la dirigenza ad esonerare Luhukay e ad affidare nuovamente la squadra all'esperto Hans Meyer, che riuscì a raggiungere all'ultima giornata una salvezza che solo pochi mesi prima sembrava insperata. Fu anche la stagione della definitiva affermazione del giovane talento Marko Marin, le cui doti attirarono l'attenzione degli osservatori dei più prestigiosi club europei.

### Dalle sofferte salvezze alla Champions League (2010-2021)

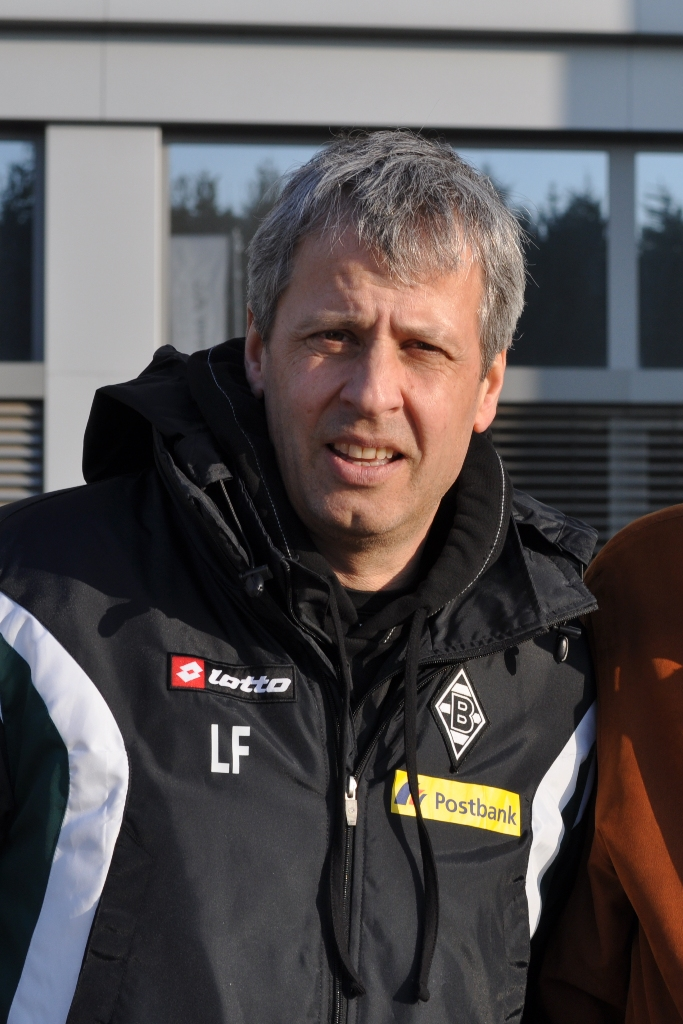
L'allenatore Lucien Favre, alla guida della squadra dal 2011 al 2015

Anche nei due campionati successivi le difficoltà del Borussia furono palesi. La stagione 2009-2010, con Michael Frontzeck come allenatore, si chiuse con un modesto dodicesimo posto, mentre il campionato successivo, 2010-2011, fu ancora più sofferto: la retrocessione fu evitata grazie a un'insperata rimonta, iniziata sotto la guida di Lucien Favre (in sostituzione di Frontzneck), che consentì la qualificazione allo spareggio con il Bochum, vinto nella doppia sfida.
La stagione successiva, iniziata con la conferma di Favre, risultò estremamente fruttuosa per il Borussia, che gareggiò per il primato per poi chiudere al quarto posto finale in classifica e quindi ai preliminari di UEFA Champions League. Si affermarono le stelle di Patrick Herrmann, Juan Arango e in particolare di Marco Reus, prelevato nel gennaio 2012 dal Borussia Dortmund per 17,5 milioni di euro, pur rimanendo in prestito al Mönchengladbach fino al termine della stagione.
Ingaggiato il talento olandese Luuk de Jong per rimpiazzare Reus, nel 2012-2013 il Borussia fallì l'accesso al tabellone principale della Champions e chiuse all'ottavo posto in classifica, mentre un anno dopo ottenne il sesto posto. Terza classificata nel campionato 2014-2015, tornò in UEFA Champions League direttamente nella fase a gironi, dove nel 2015-2016 uscì al primo turno pur avendo ottenuto cinque punti in un difficile girone. Il campionato vide, dopo un inizio disastroso che portò alle dimissioni di Favre, una prodigiosa rimonta fino al quarto posto. André Schubert, che aveva preso il posto di Favre l'anno prima, lasciò la panchina a Dieter Hecking nel corso dell'annata 2016-2017, chiusa al nono posto.
Nell'estate del 2017 il 'Gladbach ingaggiò il difensore Matthias Ginter, campione del mondo con la nazionale tedesca, ma non andò oltre il nono posto finale nel 2017-2018. Nel primo turno della Coppa di Germania 2018-2019 il Mönchengladbach sconfisse l'BSC Hastedt per 11-1, battendo il proprio primato di vittoria più larga nel torneo, stabilito al primo turno della Coppa di Germania 1977-1978 con l'8-0 inflitto al Viersen. L'annata 2018-2019 fu chiusa con il quinto posto in campionato, mentre quella successiva, sotto la guida di Marco Rose, al quarto posto, con conseguente ritorno in UEFA Champions League. La stagione seguente è meno positiva, con la squadra che non va oltre gli ottavi di finali di Champions League e in campionato chiude all'ottavo posto, non riuscendo quindi ad ottenere un posto per nessuna delle prossime coppe europee, con Rose che a fine stagione lascia il 'Gladbach.

### Nuovo calo (2021-)
Nelle stagioni successive alla gestione di Marco Rose, il 'Gladbach mostra un netto calo di rendimento, rischiando anche la retrocessione nella stagione 2023-2024, salvandosi fortunatamente alla penultima giornata di campionato.

## Colori e simboli

### Colori

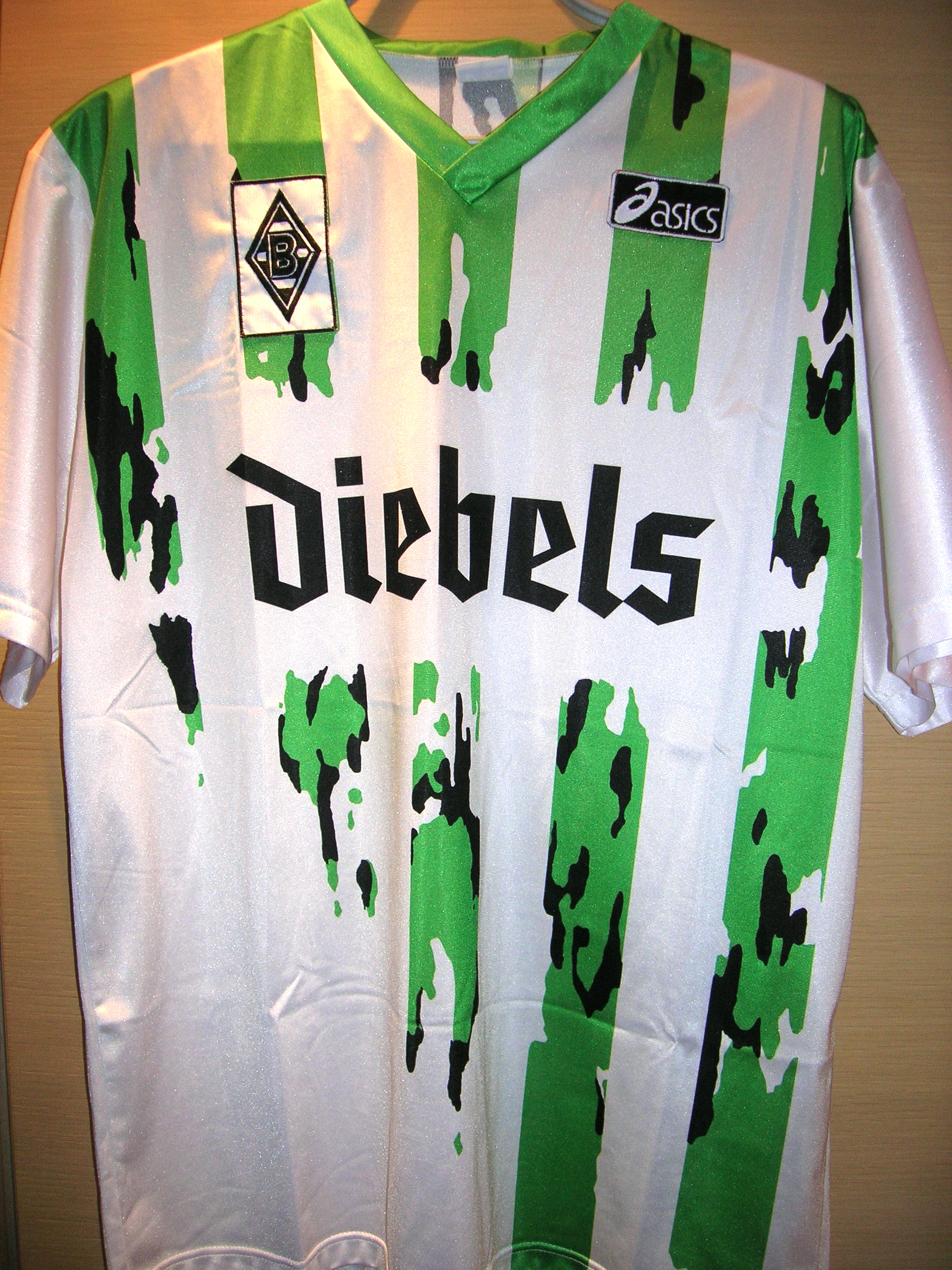
La vivace divisa della stagione 1994/95.

I colori sociali del Borussia sono il bianco, il nero e il verde, anche se quest'ultimo non è presente nell'attuale stemma del club e comparve sulle divise di gioco solo a partire dagli anni settanta.

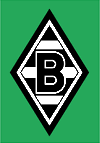
Lo stemma nella vecchia versione col rettangolo verde.

Sin dalla fondazione la squadra alternò per quasi settant'anni tre tipi di divise: bianca con pantaloncini neri, nera con pantaloncini bianchi o completamente bianca, che venne adottata nei primi anni di Bundesliga. All'inizio degli anni settanta ritornò il nero e comparve per la prima volta il verde. I due colori vennero utilizzati inizialmente nei bordi di colletto e maniche, e successivamente in ben più vistose bande verticali, strisce e decorazioni per più di trent'anni.
Dopo i festeggiamenti per il centenario nel 2000 il verde scomparve nuovamente, mentre il nero riempì interamente le maniche per due stagioni, poi lasciò spazio ad una divisa completamente bianca e in seguito ritornò nel 2006 in un innovativo disegno Lotto che propose una maglia a strisce verticali bianco-nere assolutamente inedita per il club. Per festeggiare il ritorno in Bundesliga conquistato nel 2008 è stata ideata una nuova maglia "stile anni settanta" di colore bianco con una banda verticale nera e verde, che sancisce il ritorno di quest'ultimo sulla divisa di gioco dopo otto anni.

### Simboli ufficiali

#### Stemma
Lo stemma della squadra è un rombo a strisce orizzontali bianco-nere in cui è incastonata una lettera "B" di colore nero bordata di bianco. Come accadde per la divisa di gioco si colorò negli anni settanta quando iniziò ad essere rappresentato all'interno di un rettangolo verticale di colore verde, per poi tornare all'originale versione bicolore dopo il centenario. L'espressione «die Raute im Herzen» («il rombo nei cuori») è comunemente usata tra i tifosi per esprimere la loro grande passione e il loro forte attaccamento alla squadra.

#### Inno
L'inno ufficiale del Borussia è la canzone Die Elf vom Niederrhein (La Squadra del Basso Reno), scritta e interpretata dai B.O.. In tutti gli incontri casalinghi l'inno viene trasmesso dagli altoparlanti dello stadio nei minuti che precedono l'inizio della gara, subito dopo l'annuncio delle formazioni, e cantato a gran voce dai tifosi.

#### Mascotte
A sostenere il Borussia in tutti gli incontri casalinghi è presente a bordo campo il pupazzo Jünter, la mascotte della squadra che rappresenta un puledro di colore nero con criniera bianca che indossa la divisa di gioco e sulla maglia ha il numero 10.
Memorabili gli sketch che dal 2005 al 2007 hanno visto come protagonisti Jünter e l'eccentrico portiere statunitense Kasey Keller. L'allora capitano della squadra coinvolgeva la mascotte in simpaticissimi siparietti che andavano dal tentativo di abbeverarlo con una borraccia mentre le squadre erano schierate a centrocampo prima della partita a indimenticabili incontri di wrestling a fine gara in cui il puledro, colto alla sprovvista e incapace di reagire, veniva regolarmente sopraffatto da Keller che prima lo atterrava grazie ad articolate prese e voli plastici degni di un professionista, poi lo schienava e correva esultante sotto la curva.
Dopo il restyling della sua figura avvenuto nel 2006 che l'ha reso più moderno e simile a un fumetto, Jünter è diventato protagonista di una linea di prodotti che vanno dall'abbigliamento per bambini all'oggettistica più disparata e si possono trovare in tutti i punti vendita ufficiali del Borussia. La sua immagine è stata fortemente rilanciata e utilizzata negli ambiti più svariati, dalla cartellonistica alle auto di servizio dello stadio passando per le rubriche a lui dedicate sul sito ufficiale della squadra.

## Strutture

### Stadio

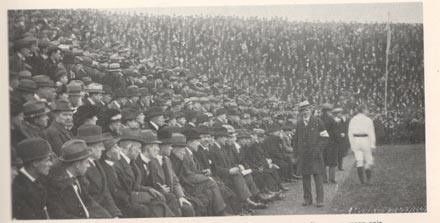
Il pubblico del Bökelbergstadion durante una partita degli anni venti.

Dal 1919 fino al 2004 il Borussia ha giocato gli incontri casalinghi al Bökelbergstadion di Mönchengladbach, conosciuto fino al 1960 col nome di Westdeutsches Stadion ed entrato nella storia del calcio grazie soprattutto alle memorabili partite che ha ospitato negli anni settanta.

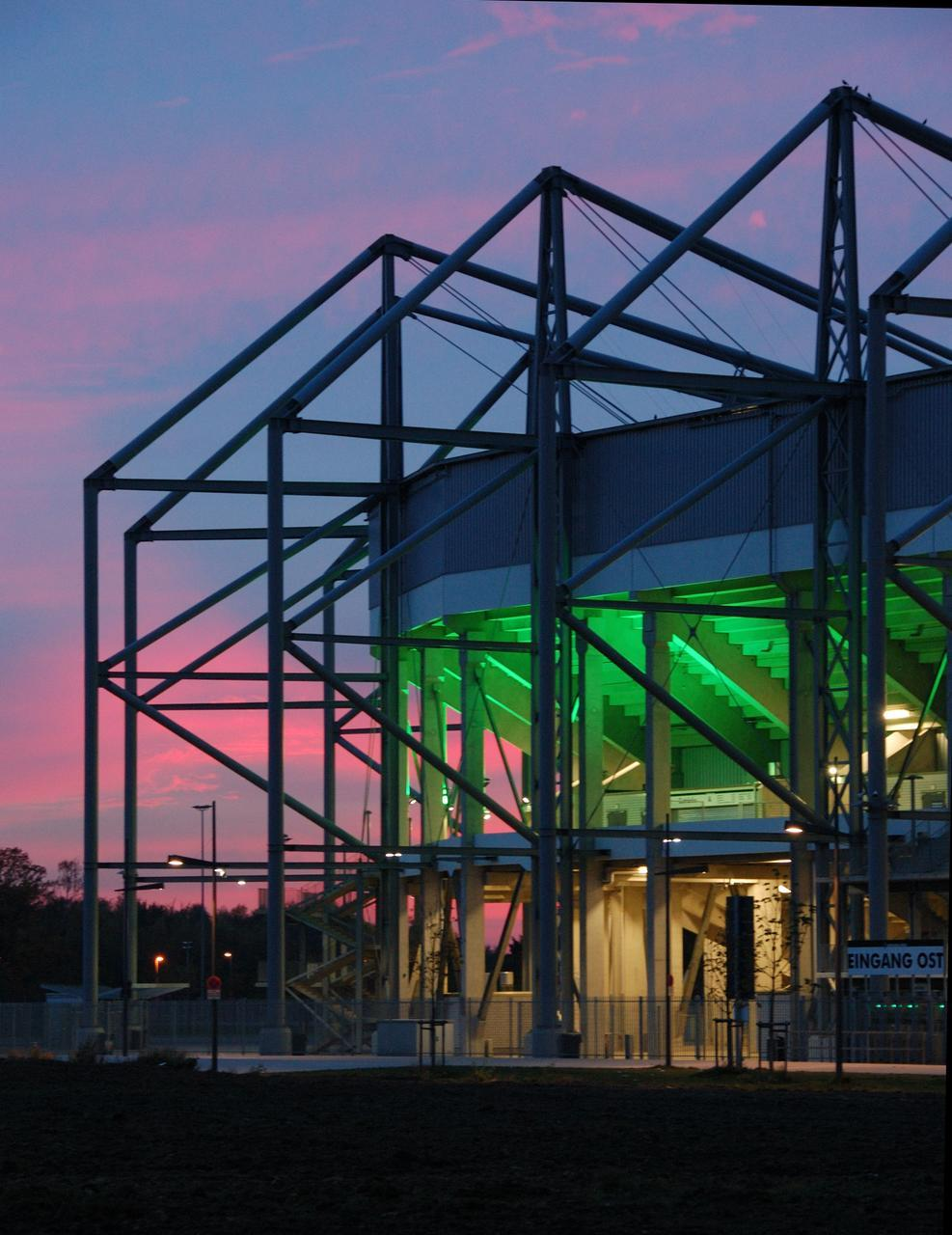
Il nuovo Stadion im Borussia-Park.

L'antico stadio sorgeva al centro di uno dei quartieri residenziali più ambiti della città, attorniato da villette e pub caratteristici, e ciò comportava notevoli disagi alla viabilità il giorno delle partite. Oltre a questo la sua limitata capienza iniziò ad essere un problema già dai primi anni settanta e costrinse il Borussia a disputare gran parte degli incontri di cartello di Bundesliga e delle coppe europee al Rheinstadion di Düsseldorf.
Questi problemi, uniti a quelli legati alla gestione e manutenzione di uno stadio ormai obsoleto, spinsero la dirigenza a sostituirlo dalla stagione 2004/05 e in seguito demolirlo nel 2006.
Un nuovo impianto all'avanguardia venne costruito all'interno del Parco Nord, un'immensa area periferica interamente dedicata allo sport, e inaugurato 30 giugno 2004 con il nome di Stadion im Borussia-Park. L'avveniristico stadio, che con i suoi oltre 54.067 posti è tra i dieci più capienti di Germania, è stato riconosciuto da tifosi ed addetti ai lavori come uno dei più moderni e accoglienti del paese.
L'emittente televisiva tedesca ZDF nel 2006 l'ha proclamato miglior stadio di Germania, a pari merito con l'Allianz Arena di Monaco, per posizionamento delle telecamere e per la qualità delle riprese.
Nonostante ciò, tra lo stupore generale e l'indignazione della città di Mönchengladbach e dei tifosi del Borussia, lo stadio non è stato incluso nella lista dei campi del Mondiale 2006.

## Società

### Sponsor

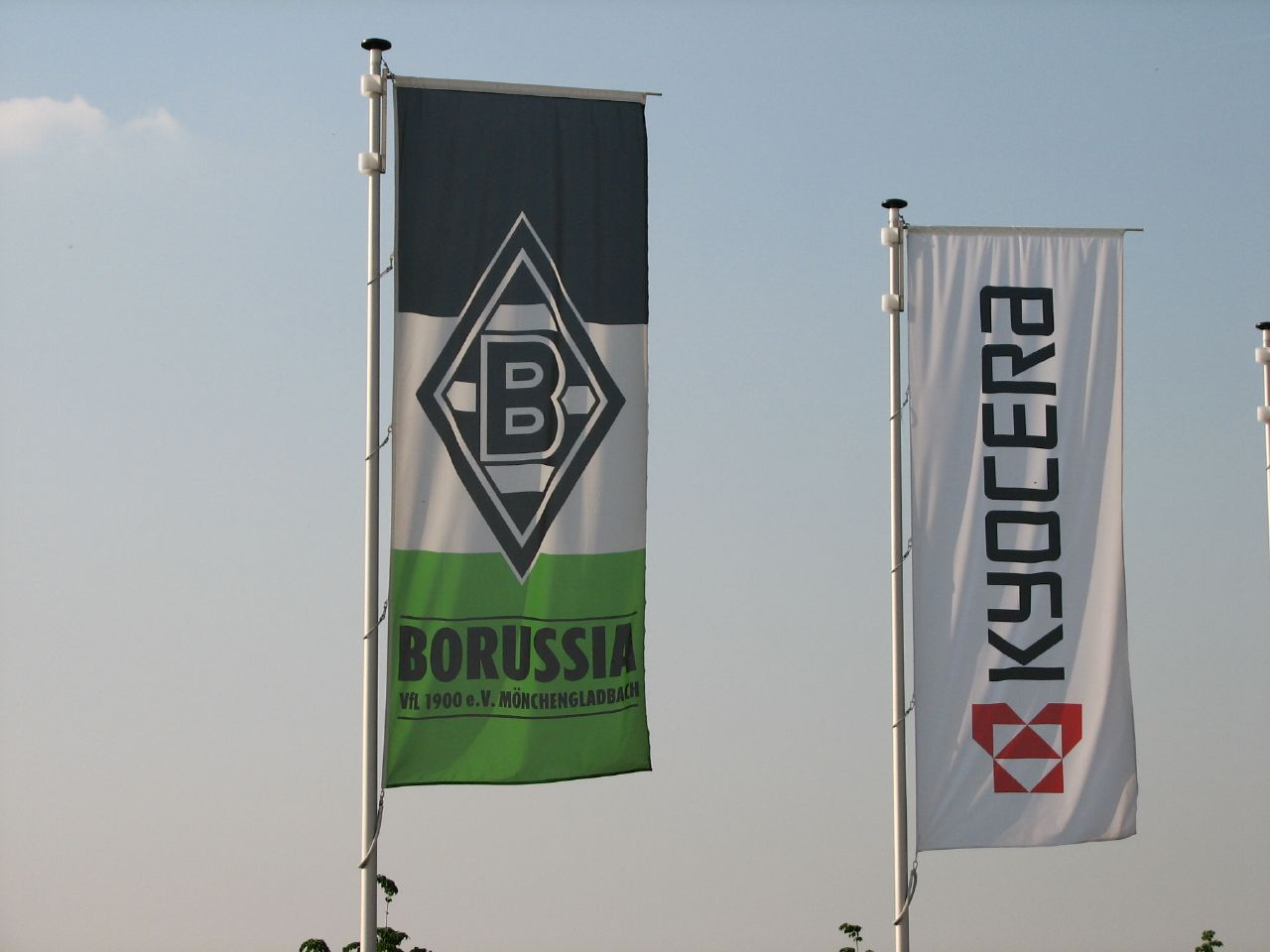
La bandiera del Borussia affiancata a quella di Kyocera, sponsor ufficiale dal 2005 al 2009.

Il Borussia fu la seconda squadra tedesca a mostrare una pubblicità sulle divise di gioco. Già 1976 le maglie dei Puledri iniziarono a recare la scritta dello sponsor Erdgas (RWE), due anni dopo rispetto alla comparsa del precursore Jägermeister su quelle dell'Eintracht Braunschweig.
| Sponsor ufficiale - Erdgas gas naturale (1976 - 1980) - Datsun automobili (1980 - 1983) - Erdgas gas naturale (1983 - 1990) - Tuborg birra (1990 - 1992) - Trigema abbigliamento (1992 - 1994) - Diebels birra (1994 - 1997) - Belinea by Maxdata informatica (1997 - 2002) - Jever birra (2002 - 2005) - Kyocera informatica (2005-2009) - Deutsche Postbank finanza (dal 2009) | Sponsor tecnico - Puma (1976 - 1992) - Asics (1992 - 1995) - Reebok (1995 - 2003) - Lotto (2003 - 2013) - Kappa (2013 - 2018) - Puma (dal 2018) |

## Allenatori e presidenti
- 1946-1949  Hans Krätschmer
- 1949-1950  Werner Sottong]
- 1950-1951  Heinz Ditgens e  Paul Pohl
- 1951-1953  Fritz Pliska
- 1953-1955  Fritz Silken
- 1955-1957  Klaus Dondorf
- 1957-1960  Fritz Pliska
- 1960-1962  Bernd Oles
- 1962-1964  Fritz Langner
- 1964-1975  Hennes Weisweiler
- 1975-1979  Udo Lattek
- 1979-1987  Jupp Heynckes
- 1987-1989  Wolf Werner
- 1989-1990  Wolf Werner (01 lug.-21 nov.)
 Gerd vom Bruch (22 nov.-30 giu.)
- 1990-1991  Gerd vom Bruch
- 1991-1992  Gerd vom Bruch (01 lug.-25 set.)
 Jürgen Gelsdorf (03 ott.-6 nov.)
 Bernd Krauss (7 nov.-30 giu.)
- 1992-1996  Bernd Krauss
- 1996-1997  Bernd Krauss (01 lug.-7 dic.)
 Hannes Bongartz (19 dic.-30 giu.)
- 1997-1998  Hannes Bongartz (01 lug.-29 nov.)
 Norbert Meier (1 dic.-31 mar.)
 Friedel Rausch (1 apr.-30 giu.)
- 1998-1999  Friedel Rausch (01 lug.-9 nov.)
 Rainer Bonhof (10 nov.-30 giu.)
- 1999-2000  Rainer Bonhof (01 lug.-31 ago.)
 Hans Meyer (7 set.-30 giu.)
- 2000-2002  Hans Meyer
- 2002-2003  Hans Meyer (01 lug.-1 mar.)
 Ewald Lienen (1 mar.-30 giu.)
- 2003-2004  Ewald Lienen (01 lug.-21 set.)
 Holger Fach (21 set.-30 giu.)
- 2004-2005  Holger Fach (01 lug.-27 ott.)
 Dick Advocaat (2 nov.-18 apr.)
 Horst Köppel (18 apr.-30 giu.)
- 2005-2006  Horst Köppel (01 lug.-14 mag.)
 Jupp Heynckes (23 mag.-30 giu.)
- 2006-2007  Jupp Heynckes (01 lug.-31 gen.)
 Jos Luhukay (1 feb.-30 giu.)
- 2007-2008  Jos Luhukay
- 2008-2009  Jos Luhukay (01 lug.-5 ott.)
 Hans Meyer (19 ott.-29 mag.)
 Michael Frontzeck (1 giu.-30 giu.)
- 2009-2010  Michael Frontzeck
- 2010-2011  Michael Frontzeck (01 lug.-13 feb.)
 Lucien Favre (14 feb.-30 giu.)
- 2011-2015  Lucien Favre
- 2015-2016  Lucien Favre (01 lug.-20 set.)
 André Schubert (21 set.-30 giu.)
- 2016-2017  André Schubert (01 lug.-21 dic.)
 Dieter Hecking (22 dic.-30 giu.)
- 2017-2019  Dieter Hecking
- 2019-2021  Marco Rose
- 2021-2022  Adi Hütter
- 2022-2023  Daniel Farke
- 2023-  Gerardo Seoane

- 1948-1953  Edmund Pulheim
- 1953-1954  Theo Grams
- 1954-1957  Edmund Pulheim
- 1957-1961  Paul Wernecke
- 1961-1962  Udo Schulten
- 1962-1992  Helmut Beyer
- 1992-1997  Karl-Heinz Drygalsky
- 1997-1999  Wilfried Jakobs
- 1999-2004  Adalbert Jordan
- 2004-2024  Rolf Königs
- 2024-  Rainer Bonhof

## Calciatori

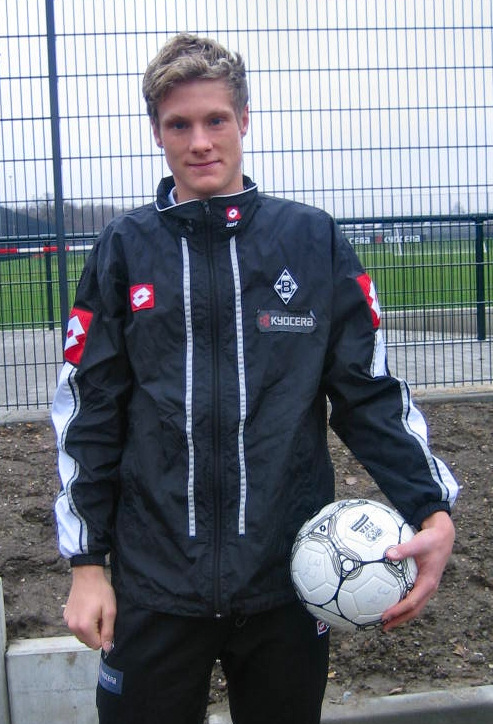
Marcell Jansen, ex difensore dell' e della nazionale tedesca, è stato uno dei tanti campioni formatisi nel vivaio del Borussia. Si è ritirato dal calcio nel 2015.

### Vincitori di titoli

#### Calciatori campioni del mondo
- Berti Vogts (Germania Ovest 1974)
- Herbert Wimmer (Germania Ovest 1974)
- Jupp Heynckes (Germania Ovest 1974)
- Rainer Bonhof (Germania Ovest 1974)
- Wolfgang Kleff (Germania Ovest 1974)
- Christoph Kramer (Brasile 2014)

#### Calciatori campioni continentali

##### Europa
- Berti Vogts (Belgio 1972)
- Herbert Wimmer (Belgio 1972)
- Jupp Heynckes (Belgio 1972)
- Rainer Bonhof (Belgio 1972)
- Wolfgang Kleff (Belgio 1972)
- Horst Köppel (Belgio 1972)
- Günter Netzer (Belgio 1972)
- Kalle Del'Haye (Italia 1980)
- Lothar Matthäus (Italia 1980)

#### Premi individuali
- Pallone d'oro: 1

 Allan Simonsen: 1977
- Calciatore tedesco dell'anno: 6

 Berti Vogts: 1971
 Günter Netzer: 1972
 Günter Netzer: 1973
 Berti Vogts: 1979
 Uwe Rahn: 1987
 Marco Reus: 2012
- Capocannonieri della Bundesliga: 4

 Jupp Heynckes: 1973-1974 (30 reti)
 Jupp Heynckes: 1974-1975 (27 reti)
 Uwe Rahn: 1986-1987 (24 reti)
 Heiko Herrlich: 1994-1995 (20 reti)
- Capocannonieri della Coppa dei Campioni: 2

 Jupp Heynckes: 1975-1976 (6 reti)
 Allan Simonsen: 1977-1978 (5 reti)
- Capocannonieri della Coppa UEFA: 4

 Jupp Heynckes: 1972-1973 (12 reti)
 Jupp Heynckes: 1974-1975 (11 reti)
 Allan Simonsen: 1978-1979 (9 reti)
 Harald Nickel: 1979-1980 (7 reti)
- Capocannonieri della Coppa delle Coppe UEFA: 1

 Jupp Heynckes: 1973-1974 (8 reti)

## Palmarès

### Competizioni nazionali
- Campionato tedesco: 5

1969-1970, 1970-1971, 1974-1975, 1975-1976, 1976-1977
- Coppa di Germania: 3

1959-1960, 1972-1973, 1994-1995
- Supercoppa di Germania: 1 [62]

1977 (non ufficiale)
- 2. Fußball-Bundesliga: 1

2007-2008
- Fußball-Regionalliga: 1

1964-1965 (Regionalliga Ovest)

### Competizioni internazionali
- Coppa UEFA: 2  (Record tedesco condiviso con l'Eintracht Francoforte)

1974-1975, 1978-1979

## Statistiche e record

### Partecipazione ai campionati e ai tornei internazionali

#### Campionati nazionali
Il club ha partecipato a diverse edizioni dell'Oberliga West, e alla nascita della Bundesliga si è trovato a giocare in una delle neonate seconde divisioni, la Regionalliga West, guadagnandosi la promozione sul campo nel 1965.
Dalla stagione 1963-1964 alla 2025-2026 compresa il club ha ottenuto le seguenti partecipazioni ai campionati nazionali:
| Livello | Categoria         | Partecipazioni | Debutto   | Ultima stagione | Totale |
| ------- | ----------------- | -------------- | --------- | --------------- | ------ |
| 1º      | Bundesliga        | 58             | 1965-1966 | 2025-2026       | 58     |
| 2º      | 2. Bundesliga     | 3              | 1999-2000 | 2007-2008       | 5      |
| 2º      | Regionalliga West | 2              | 1963-1964 | 1964-1965       | 5      |

#### Tornei internazionali
Il club ha vinto per due volte la Coppa UEFA (nel 1974-1975 e nel 1978-1979), oltre ad essere stato sconfitto per due volte in finale, sempre negli Anni Settanta. Ha anche disputato la finale della Coppa dei Campioni 1976-1977, persa a Roma contro il Liverpool; nonostante questo ha giocato la Coppa Intercontinentale 1977 al posto degli inglesi, perdendo però contro gli argentini del Boca Juniors nel doppio confronto.
Alla stagione 2020-2021 il club ha ottenuto le seguenti partecipazioni ai tornei internazionali:
| Categoria                                  | Partecipazioni | Debutto   | Ultima stagione |
| ------------------------------------------ | -------------- | --------- | --------------- |
| Coppa dei Campioni / UEFA Champions League | 9              | 1970-1971 | 2020-2021       |
| Coppa Intercontinentale                    | 1              | 1977      | 1977            |
| Coppa delle Coppe                          | 3              | 1960-1961 | 1995-1996       |
| Coppa UEFA/UEFA Europa League              | 14             | 1972-1973 | 2019-2020       |

### Statistiche di squadra
- Prima squadra a vincere la Bundesliga per due stagioni consecutive

1969/70 e 1970/71
- Miglior vittoria nella storia della Bundesliga

12-0 contro il Borussia Dortmund il 29 aprile 1978
- Serie più lunga di vittorie nella storia della Bundesliga

10 nella stagione 1986/87
- Prima squadra tedesca a partecipare alla Coppa delle Coppe

1960
- Prima squadra tedesca a vincere la Coppa UEFA

1975
- Prima squadra tedesca ad avere in rosa un giocatore ebreo

Shmuel Rosenthal nella stagione 1972/73
- Ultima squadra tedesca ad esonerare un allenatore

Primo esonero nella storia del club Wolf Werner il 21 novembre 1989
| Migliori vittorie In casa - 12-0 Borussia Dortmund (29 aprile 1978) - 11-0 Schalke 04 (7 gennaio 1967) - 10-0 Borussia Neunkirchen (4 novembre 1967) - 10-0 Eintracht Braunschweig (11 ottobre 1984) In trasferta - 7-1 Werder Brema (21 marzo 1987) - 6-0 Eintracht Braunschweig (29 ottobre 1977) - 5-0 Wuppertal (5 maggio 1973) | Peggiori sconfitte In casa - 0-7 Werder Brema (30 aprile 1966) - 2-8 Bayer Leverkusen (30 ottobre 1998) - 1-7 Bayern Monaco (24 marzo 1979) In trasferta - 1-7 Wolfsburg (7 novembre 1998) - 0-6 Bayern Monaco (26 aprile 1986) - 0-7 Stoccarda (18 settembre 2010) - 0-6 Hertha Berlino (4 dicembre 2004) - 0-6 Borussia Dortmund (20 febbraio 2022) |

### Statistiche individuali
| Record presenze - 419 Berti Vogts - 390 Uwe Kamps - 366 Herbert Wimmer - 339 Christian Hochstätter - 335 Yann Sommer - 331 Hans-Günter Bruns - 321 Wolfgang Kleff - 290 Hans-Jörg Criens | Record marcature - 195 Jupp Heynckes - 97 Herbert Laumen - 92 Hans-Jörg Criens - 82 Günter Netzer - 81 Uwe Rahn - 76 Allan Simonsen - 71 Frank Mill - 66 Vincenzo Grifo |

## Tifoseria

### Storia
La tifoseria del Borussia è una delle più numerose di tutta la Germania. I suoi sostenitori, chiamati Fohlenfan (Tifosi-puledri), sono considerati tra i più calorosi del paese e il loro sostegno ha permesso alla squadra di restare una delle più temibili tra le mura amiche.
Per questo nell'estate 2003 la società ha ritirato la maglia numero 12 assegnandola simbolicamente a tutti i tifosi, il dodicesimo uomo in campo. Il settore del Bökelbergstadion da sempre occupato dalla frangia più appassionata del pubblico era la Nordkurve (Curva Nord) e così è rimasto anche nel nuovo Stadion im Borussia-Park.
Tutti i fan club sono coordinati dal Fanprojekt Mönchengladbach Supporters Club, un'associazione che cura i rapporti dei tifosi con la società, la DFB, le forze dell'ordine e i media e progetta tutto quello che riguarda le coreografie, le manifestazioni e le trasferte. A partire dal 1965 in occasione delle gare interne viene stampata la rivista FohlenEcho, divenuta negli anni una vera e propria tradizione per ogni tifoso.
Dal 1995 i sostenitori del Borussia hanno un loro gruppo ufficiale, il gruppo punk-rock B.O.. La band nacque da un'iniziativa degli stessi fan, stanchi della musica proposta dagli altoparlanti dello stadio, definita troppo commerciale, e di dover inneggiare alla squadra cantando cori da stadio su melodie di canzoni già esistenti. Il gruppo iniziò subito a comporre brani che ebbero grande successo tra i tifosi e in pochi anni incise sette CD, la cui produzione venne finanziata dal Fanprojekt. Ad oggi la maggior parte delle canzoni cantate allo stadio appartiene al loro repertorio e non c'è una manifestazione che coinvolge squadra e sostenitori che non preveda una loro esibizione dal vivo.
Un personaggio amato dai tifosi e ritenuto da molti come una vera e propria icona della passione dei Fohlenfan per il Borussia fu Ethem Özenrenler, da tutti conosciuto come Manolo. Giunse come Gastarbeiter dalla Turchia nel 1968, ma tutti iniziarono a conoscerlo dal 1977 quando fece la sua comparsa al Bökelbergstadion assieme al suo tamburo. Da quell'anno non perse neppure un incontro e la sua passione lo rese famoso anche oltre i confini tedeschi. La foto di Manolo che suonava il tamburo seduto sulla recinzione della Nordkurve divenne una delle immagini più utilizzate per rappresentare la tifoseria del Gladbach fino al 2002, anno in cui si ammalò gravemente e dovette accontentarsi di sporadiche apparizioni allo stadio. È morto all'età di 69 anni il 30 aprile 2008, quattro giorni prima dell'incontro di Zweite Bundesliga tra Kickers Offenbach e Borussia, gara in cui i Puledri sono scesi in campo col lutto al braccio in sua memoria. Le maggiori testate giornalistiche sportive di Germania gli hanno dedicato articoli e servizi e una moltitudine di tifosi gli ha reso omaggio con messaggi di elogio sul Web e cerimonie di commemorazione.

### Gemellaggi e rivalità

#### Gemellaggi
Nonostante alcune delle più scottanti sconfitte europee siano state causate dal Liverpool i tifosi del Borussia e quelli dei Reds sono uniti da un solido gemellaggio, tanto che You'll Never Walk Alone, inno ufficiale del club britannico, viene spesso cantata durante le partite casalinghe del Borussia.
In occasione della finale della Coppa dei Campioni 1976/77 e delle semifinali dell'edizione successiva i fan delle due squadre strinsero un'intensa amicizia.
Le due tifoserie iniziarono ad incontrarsi annualmente per disputare un incontro amichevole e festeggiare assieme e dal 1992 centinaia di sostenitori del Borussia cominciarono ad approfittare della pausa invernale del campionato tedesco per raggiungere Liverpool e assistere a un incontro di Premier League ad Anfield assieme agli amici inglesi.
Più tardi anche tra molti tifosi dei reds divenne consuetudine organizzare a ogni stagione una trasferta a Mönchengladbach, la più importante delle quali è avvenuta nel 2007 in occasione delle grandi celebrazioni per il trentennale del gemellaggio.
A testimonianza di quanto profondo sia il legame tra i sostenitori dei due club l'iniziativa che nel 1992 portò i tifosi del Borussia a raccogliere donazioni per più di 20.000 marchi tedeschi (oltre 10.000 euro) che furono devoluti a sostegno delle famiglie delle vittime della strage di Hillsborough.
Altre amicizie che proseguono da molti anni sono quelle con i sostenitori del Magonza e del Carl Zeiss Jena.

#### Rivalità
Una delle più grandi rivalità di tutta la Germania, seconda solo a quella tra Schalke 04 e Borussia Dortmund, è quella coi tifosi del Colonia. Le due città sono distanti pochi chilometri e da sempre gli infuocati derby sono stati uno degli eventi più attesi della stagione. Le canzoni che denigrano i detestati "cugini" sono innumerevoli e la più famosa di queste è senza dubbio Cologne Medley dei B.O. che viene spesso cantata allo stadio e tra le varie offese ai tifosi biancorossi si augura che il famoso duomo bruci per sette giorni in modo che il Borussia possa poi danzare sulle ceneri della sciagura.
Un'altra ostilità dettata dalla vicinanza geografica e dall'antipatia tra le rispettive tifoserie è quella con l'Alemannia Aachen. La forte inimicizia si è inasprita maggiormente quando il 17 marzo 2004 l'Alemannia ha eliminato il Borussia dalle semifinali di Coppa di Germania conquistando il diritto di partecipare alla Coppa UEFA nella stagione successiva. La partita fu vinta dai gialloneri per 1-0 grazie soprattutto alle contestate decisioni dell'arbitro Edgar Steinborn che non sanzionò due evidenti falli di mano commessi dai difensori dell'Alemannia in area di rigore.
Antagonismo di gran lunga minore è quello coi tifosi dell'"altro Borussia", quello di Dortmund, dovuto esclusivamente al fatto che le due squadre sono le più famose e blasonate tra tutte quelle che portano questo nome. Da sempre i tifosi del Mönchengladbach sostengono che il loro club sia l'unico vero Borussia in quanto più antico, più vincente e con una grande tradizione, mentre il Dortmund sia solo una provinciale balzata alla ribalta del calcio nazionale ed europeo grazie ad un decennio fortunato. Tale convinzione è così radicata e promossa che Es gibt nür eine Borussia (C'è solo un Borussia) risulta essere un'espressione così comune e diffusa tanto da diventare il titolo di un singolo dei B.O. cantata spesso allo stadio. La partita tra Mönchengladbach e Dortmund viene solitamente chiamata Il derby dei Borussia.
L'antica competizione col Bayern Monaco, invece, ha ormai perso tutto il suo fascino. Se negli anni settanta le due squadre si contendevano titoli nazionali ed internazionali, il successivo declino del Borussia ha tolto sapore ad una sfida che oggi è solo un ricordo dei bei tempi che furono.

## Organico

### Rosa 2025-2026
Aggiornata al 28 luglio 2025.
| N. |                     | Ruolo | Calciatore       |
| -- | ------------------- | ----- | ---------------- |
| 1  | Svizzera (bandiera) | P     | Jonas Omlin      |
| 2  | Italia (bandiera)   | D     | Fabio Chiarodia  |
| 3  | Giappone (bandiera) | D     | Kō Itakura       |
| 5  | Germania (bandiera) | D     | Marvin Friedrich |
| 8  | Germania (bandiera) | C     | Julian Weigl     |
| 9  | Francia (bandiera)  | A     | Franck Honorat   |
| 10 | Germania (bandiera) | C     | Florian Neuhaus  |
| 11 | Germania (bandiera) | A     | Tim Kleindienst  |
| 13 | Giappone (bandiera) | A     | Shiō Fukuda      |
| 16 | Germania (bandiera) | C     | Philipp Sander   |
| 18 | Austria (bandiera)  | D     | Stefan Lainer    |
| 19 | Francia (bandiera)  | C     | Nathan Ngoumou   |
| 20 | Germania (bandiera) | D     | Luca Netz        |

| N. |                        | Ruolo | Calciatore       |
| -- | ---------------------- | ----- | ---------------- |
| 21 | Germania (bandiera)    | P     | Tobias Sippel    |
| 22 | Danimarca (bandiera)   | C     | Oscar Fraulo     |
| 25 | Germania (bandiera)    | C     | Robin Hack       |
| 26 | Germania (bandiera)    | D     | Lukas Ullrich    |
| 27 | Germania (bandiera)    | C     | Rocco Reitz      |
| 28 | Armenia (bandiera)     | A     | Grant-Leon Ranos |
| 29 | Stati Uniti (bandiera) | D     | Joe Scally       |
| 30 | Svizzera (bandiera)    | D     | Nico Elvedi      |
| 31 | Rep. Ceca (bandiera)   | A     | Tomáš Čvančara   |
| 33 | Germania (bandiera)    | P     | Moritz Nicolas   |
| 41 | Germania (bandiera)    | P     | Jan Olschowsky   |
| 43 | Germania (bandiera)    | P     | Max Brüll        |
| 45 | Germania (bandiera)    | D     | Simon Walde      |

### Staff tecnico
- Gerardo Seoane - Allenatore
- Frank Geideck - Vice allenatore
- Alexander Zickler - Vice allenatore
- René Marić - Vice allenatore
- Uwe Kamps - Allenatore dei portieri
- Steffen Krebs - Allenatore dei portieri
- Alexander Mouhcine - Preparatore atletico
- Markus Müller - Preparatore atletico
- Quirin Löppert - Preparatore atletico
- Patrick Eibenberger - Preparatore atletico
- Max Eberl - Direttore sportivo
- Christofer Heimeroth - Team manager